# DuckDuckGo
DuckDuckGo is een zoekmachine die informatie van veelbezochte sites zoals Wikipedia gebruikt om traditionele internet-zoekresultaten te verbeteren. De zoekmachine beoogt een betere privacy voor gebruikers te geven en poogt vooringenomenheid te voorkomen. Er wordt niet gekeken naar het zoekgedrag van de gebruiker. Elke gebruiker krijgt dezelfde zoekresultaten te zien voor dezelfde zoekopdracht.
DuckDuckGo is opgericht door Gabriel Weinberg, een aan het MIT afgestudeerde ondernemer die DuckDuckGo in eerste instantie zelf financierde uit de opbrengst van een eerdere onderneming. De naam komt van Weinberg zelf, die dacht aan het spel Duck duck goose, de Amerikaanse variant van zakdoekje leggen.
De broncode van DuckDuckGo staat gedeeltelijk op GitHub onder de Perl 5-licentie.

## Werking

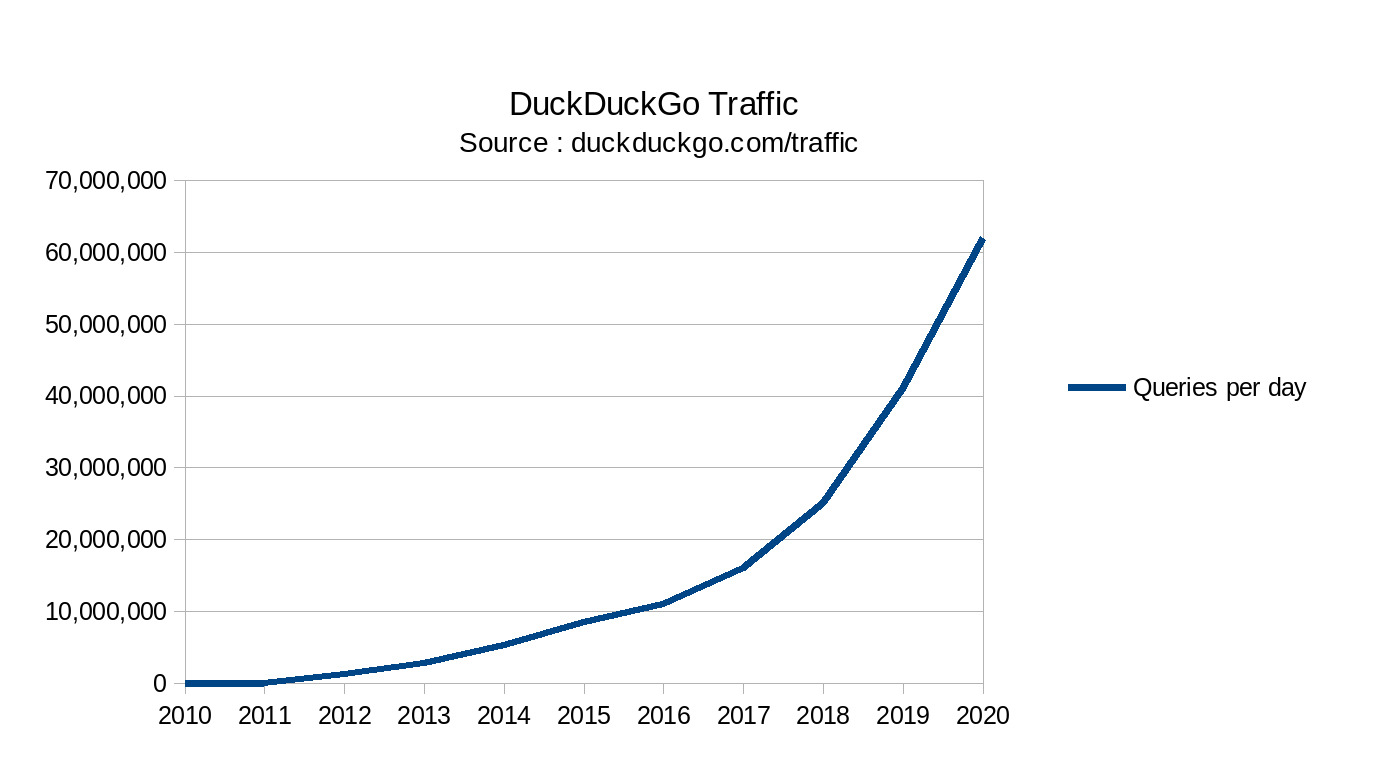
Dagelijkse zoekopdrachten van 2010 tot 2020 bij DuckDuckGo.

DuckDuckGo maakt gebruik van API's van andere zoekmachines, de resultaten zijn een samenraapsel van vele bronnen, waaronder Yahoo! Search BOSS, Wikipedia, Wolfram Alpha, maar DuckDuckGo heeft ook z'n eigen spider, de DuckDuckBot. Deze wordt echter niet gebruikt om zoekresultaten aan te vullen. DuckDuckGo gebruikt de data van gecrowdsourcete sites om zogenaamde "zero-click-resultaatboxen" mee te vullen waarin een korte samenvatting van de gevonden informatie wordt weergegeven.
Daarnaast is het mogelijk om volledig anoniem te zoeken doordat de zoekmachine gebruik maakt van het Tor-netwerk. Dit netwerk is opgebouwd uit een aantal relays en bevat sterke encryptie die moeilijk te kraken is. Deze functie wordt echter ook bij phishing gebruikt om bijvoorbeeld een QR-code in een mailtje te tonen die resulteert in een url met een proxy.duckduckgo.com-zoekopdracht.
Een typische eigenschap van DuckDuckGo zijn de zogenoemde "bang"-commando's (naar het Engelse woord voor uitroepteken, "bang") waarmee onmiddellijk op de specifieke site gezocht kan worden, !wiki of !w zoekt bijvoorbeeld op Wikipedia.

### Instant Answers
Bovenaan de zoekpagina worden onmiddellijke antwoordmogelijkheden van DuckDuckGo getoond, genaamd "Instant Answers". Zo is er bijvoorbeeld integratie van xkcd, Wikipedia, opzoeken van songteksten, een ingebouwde rekenmachine en een eenhedenomzetter (bijvoorbeeld van centimeter naar millimeter). Die laatste wordt verzorgd door Wolfram Alpha.